# 5356 Neagari
5356 Neagari eller 1991 FF1 är en asteroid i huvudbältet som upptäcktes den 21 mars 1991 av de båda japanska astronomerna Kazuro Watanabe och Kin Endate vid Kitami-observatoriet. Den är uppkallad efter staden Neagari.
Asteroiden har en diameter på ungefär 9 kilometer och den tillhör asteroidgruppen Eunomia.